# アメリア・ピッチニーニ
アメリア・ピッチニーニ （Amelia Piccinini、1917年1月17日 - 1979年4月3日）は、イタリアの女子陸上競技選手。1948年ロンドンオリンピックの銀メダリストである。

## 経歴
ピッチニーニは、第二次世界大戦後最初に開催された1946年ヨーロッパ選手権では、走幅跳と砲丸投に出場。走幅跳は5.28mと惜しくも4位でメダル獲得はならなかったが、砲丸投では12.21mで銅メダルを獲得。
ピッチニーニは2年後の1948年のロンドンオリンピックにも砲丸投に出場。13.09mで、フランスのミシュリーヌ・オステルメイヤーに次いで銀メダルを獲得した。

## 主な実績
| 年   | 大会                 | 場所               | 種目   | 結果 | 記録   |
| ---- | -------------------- | ------------------ | ------ | ---- | ------ |
| 1946 | ヨーロッパ陸上選手権 | オスロ(ノルウェー) | 走幅跳 | 5位  | 5.28m  |
| 1946 | ヨーロッパ陸上選手権 | オスロ(ノルウェー) | 砲丸投 | 3位  | 12.21m |
| 1948 | オリンピック         | ロンドン(イギリス) | 砲丸投 | 2位  | 13.09m |